# Делькассе, Теофиль
Теофи́ль Делькассе́ (фр. Théophile Delcassé, 1 марта 1852, Памье, департамент Арьеж, Франция — 22 февраля 1923, Ницца, Франция) — французский дипломат, государственный деятель. Министр иностранных дел Франции (1898—1905, 1914—1915).

## Биография
Родился в семье представителей мелкой буржуазии. Его отец, Лоран Делькассе (1826—1889) был профессором живописи.
По окончании средней школы в городском колледже Теофиль в 1870 году получил степень бакалавра, прежде чем поступить на факультет литературы Тулузы.
В 1874 году получил высшее филологическое образование в Тулузе. Работал в нескольких государственных учреждениях на юго-западе Франции, в частности в Тарбе и Монтобане, прежде чем перебрался в Париж.
В Париже он сотрудничал с изданием «Французская Республика» (La République française), издававшимся Леоном Гамбеттой, чьим верным последователем он стал.
Вследствие своих антиклерикальных убеждений в январе 1886 года вступил в ряды масонов — в «Латинское братство» города Фуа.
В 1889 году был избран в Национальные собрание в качестве представителя Фуа и от партии радикальных социалистов. Принадлежал к умеренному крылу этой партии.
Переизбирался на протяжении тридцати лет, сложив депутатские полномочия в 1919 году.
В 1893 году назначен на должность государственного министра по делам колоний. В 1894—1895 годы — министр колоний. На этой должности дал новый импульс французской колониальной политике, особенно в Западной Африке. Франции были подчинены новые районы, также был усилен флот. Министерство получило большую независимость в своей деятельности, в некоторых случаях даже не информируя парламент о предпринятых инициативах.

### Министр иностранных дел
В 1898—1905 годы — министр иностранных дел Франции. На этом посту занимал выраженную антигерманскую позицию. Стремился разрушить систему союзов, разработанную канцлером Бисмарком в предыдущие десятилетия, которая связывала Германскую Империю с Австро-Венгерской Империей, Италией и Россией.
Во главе МИД сумел вывести Францию из исходной политической изоляции. В частности, в обмен на некоторые уступки в Восточной Африке происходило сближение с Великобританией.
В 1899 году стал посредником в конфликте между США и Испанией. Смог успешно организовать переговоры по заключению мира между двумя странами. Разделив соответствующие сферы интересов в Северной Африке в секретном соглашении 1902 года, он также улучшил отношения с Италией, которая получала в качестве будущей колонии Ливию, Франции отходили Тунис и Марокко.
Был создан союз с Россией. В 1899 и 1901 годы Делькассе в качестве министра посетил Санкт-Петербург. Уже в августе 1899 года был заключен дипломатический союз между двумя странами.
В июне 1900 года была демаркирована граница между испанскими и французскими колониями в Африке.
Во время визита в Лондон в составе делегации во главе с президентом Эмилем Лубе в апреле 1904 года были достигнуты соглашения с Великобританией о взаимных интересах в Египте, Ньюфаундленде и Марокко. Прямым следствием этого стало дальнейшее отчуждение от немецкого рейха.
После Гулльского инцидента включился в процесс урегулирования отношений между Великобританией и Россией, чтобы предотвратить эскалацию напряженности между ними.
В Танжерском кризисе выступал за жесткое противостояние Германии. Однако, эту позицию отверг пацифистски настроенный премьер-министр Морис Рувье. Из-за возникших противоречий в июне 1905 года Делькассе подал прошение об отставке.

## Дальнейшая карьера
Занимался вопросами военно-морского сотрудничества между Великобританией и Францией.
Морской министр (1911—1913). Посол Франции в России (февраль 1913 — март 1914).
Министр иностранных дел (август 1914 — октябрь 1915). Являлся одним из создателей Антанты. Его самым важным успехом на этом этапе стало вступление в войну на стороне Антанты Италии. Был вынужден уйти в отставку в октябре 1915 года из-за своей чрезмерно пророссийской позиции, поскольку его поддержка целей войны России на Балканах привела Болгарию в лагерь Центральных держав.
Ушел из политики в 1919 году вследствие потрясения от гибели своего сына Жака на германском фронте в ходе Первой мировой войны.
Умер в Ницце 22 февраля 1923 года. Похоронен на парижском кладбище Монмартр. На его могиле выгравирована эпитафия: «Эти несколько слов, которые суммируют всю мою жизнь: для Франции всё, всегда».